# Rulantica
Rulantica is een waterpark bij de plaats Rust in Duitsland. Het waterpark is onderdeel van het Europa-Park Resort en is het eigendom van de familie Mack. In totaal heeft het waterpark 27 glijbanen verspreid over binnen- en buitengebieden. Naast het park is het hotel Krønasår gelegen.

## Etymologie
De naam van het park is een samentrekking van de plaats waar het park is gelegen, Rust, en Atlantica.

## Geschiedenis

### Bouw

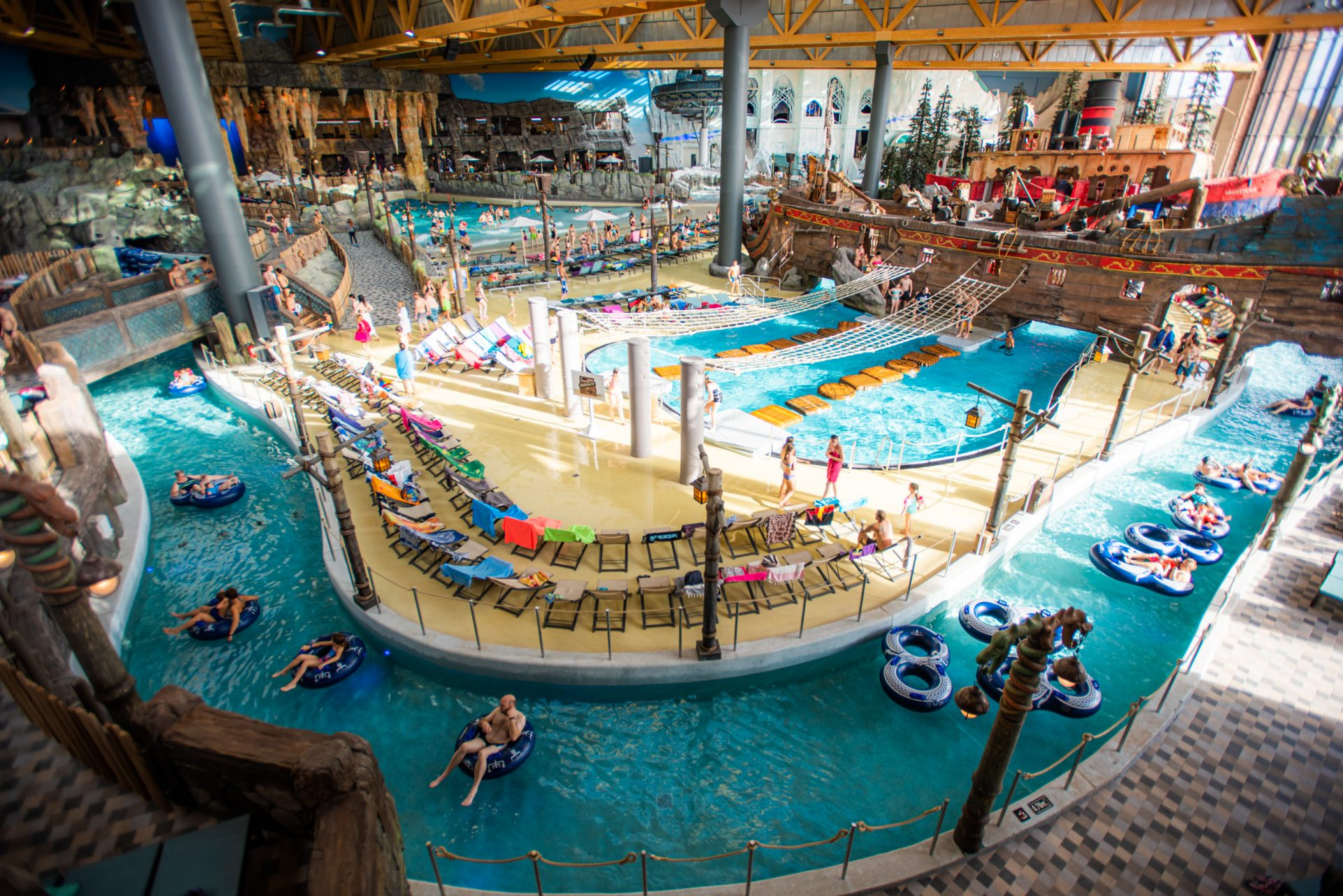
Overzichtfoto van het binnengedeelte van het park

Naar eigen zeggen was Roland Mack al twintig jaar bezig met plannen voor een waterpark. De familie Mack huurde de Amerikaanse waterparkexpert Chip Cleary in als hoofdadviseur bij het project. In 2016 kwam Europa-Park met het nieuws naar buiten dat het een waterpark in de buurt van Rust wilde bouwen met een Scandinavisch thema. Als onderdeel van dit project werd ook de bouw van een nieuw hotel aangekondigd. Bij de aankondiging van de plannen was het de bedoeling dat het nieuwe waterpark in 2018 open zou moeten gaan. De aanvankelijke kosten van het project werden geschat op 140 miljoen euro. De geplande openingsdatum werd verschoven naar 2019 en in maart 2017 werd begonnen met de eerste bouwwerkzaamheden.
Op 14 september 2017 werd de eerste steen gelegd door Roland Mack. Ruim twee jaar later werd het hoogste punt van de bouw bereikt. In juni 2019 werd al het aangrenzende hotel Krønasår geopend voor gasten. Op 28 november 2019 werd het park officieel geopend. De uiteindelijke kosten voor het hele project bedroegen 180 miljoen euro.

### Uitbreidingen
Al kort na de opening van het park kondigde de organisatie een nieuwe uitbreiding aan: het themagebied Svalgurok. Op 3 juni 2021 werd deze uitbreiding van Rulantica geopend. Een jaar later volgde de opening van de twist 'n splash-molen Tønnevirvel dat werd geleverd door MACK Rides.

## Europa-Park en Rulantica

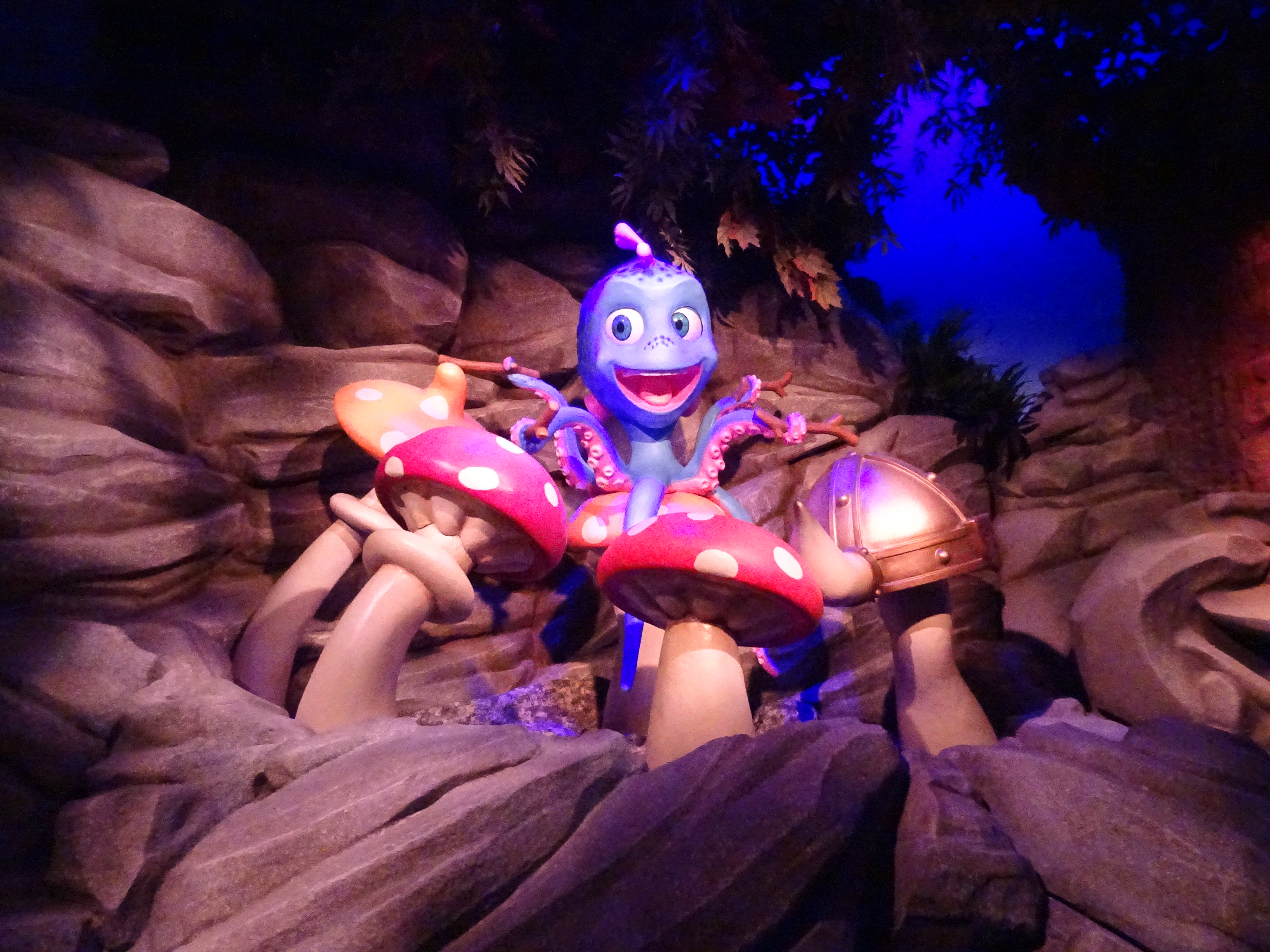
De mascotte Snorri in de darkride Snorri Touren

In Europa-Park is de attractie Snorri Touren te vinden dat over de mascotte van Rulantica gaat, Snorri. Daarnaast was in 2019 de musical "Rulantica" in het park te zien. Ter promotie was in het draaitheater in Europa-Park ook de tentoonstelling en de show Reise nach Rulantica te zien.
Rulantica wordt net zoals de attractie Voletarium gekoppeld aan de fictieve Adventure Club of Europe, een genootschap van ontdekkingsreizigers. In het achtergrondverhaal van het waterpretpark was Rulantica een eiland dat eeuwen geleden onder de golven verdween. Dit eiland werd herontdekt door een van de leden van deze club, Finn Olson.

## Themagebieden

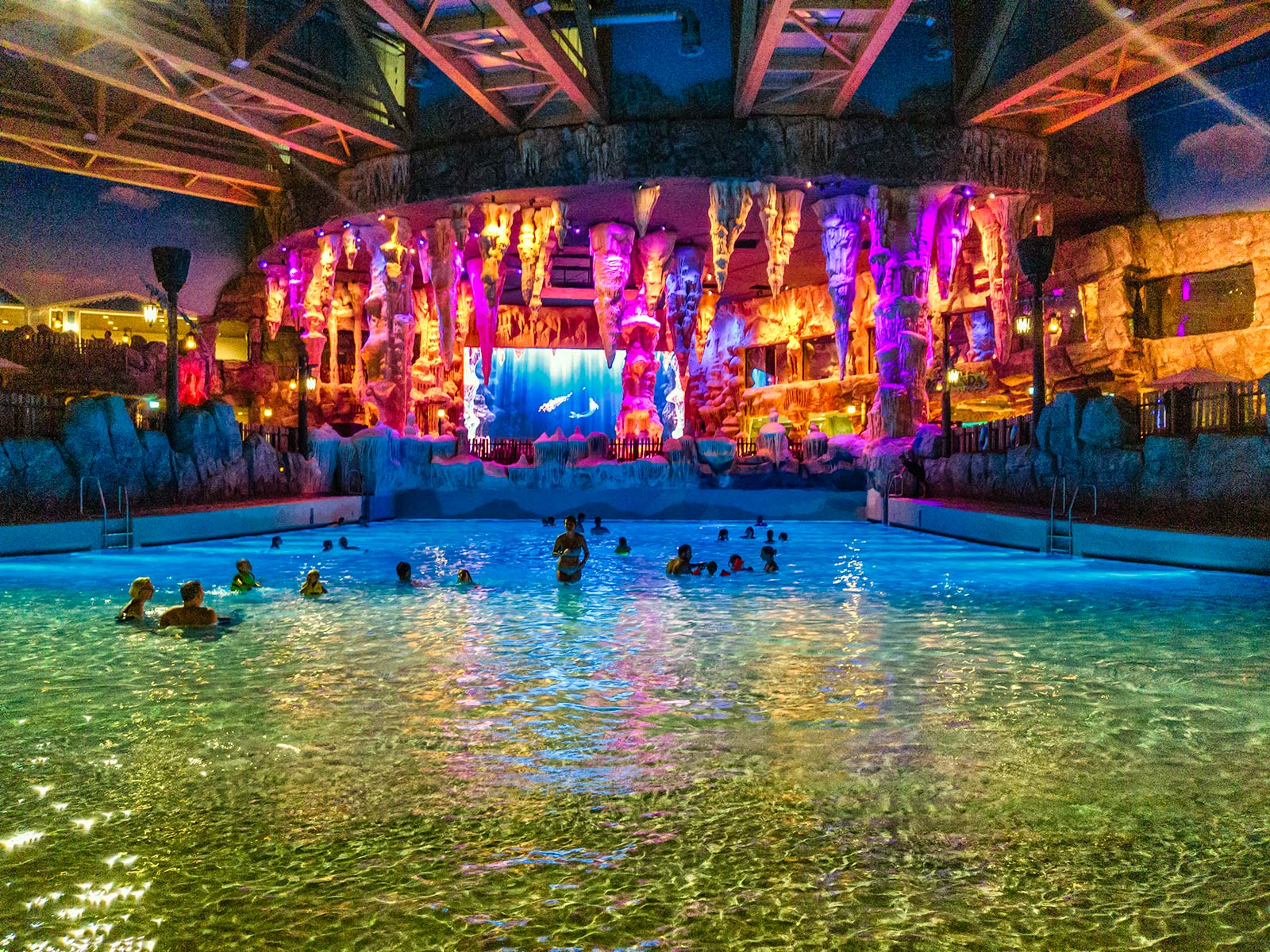
Het golfslagbad "Surf Fjørd"

Het waterpark Rulantica is in een aantal themagebieden onderverdeeld:
- Skip Strand
- Rangknarok
- Vildstrøm
- Trølldal
- Lumåfals
- Frigg Tempel
- Skog Lagune
- Vinterhal
- Svalgurok